# Praefectus Mesopotamiae
Con il titolo di praefectus Mesopotamiae si designò a partire dal 197 il governatore equestre della provincia imperiale di Mesopotamia. 
Dopo la conquista ad opera di Settimio Severo, la nuova provincia venne organizzata affidandone il controllo ad un cavaliere scelto direttamente dall'imperatore su modello del prefetto d'Egitto. 
Come il collega destinato al governo della provincia egiziana, anche il prefetto di Mesopotamia aveva un imperium militiae  delegato dall'imperatore, a cui solo rendeva conto. Il prefetto di Mesopotamia aveva sotto il suo controllo la neonata legio III Parthica.
Il titolo di praefectus Mesopotamiae compare anche in unione con Oshroene, praefectus Mesopotamiae et Oshroenae, e ciò dipende dal fatto che il piccolo territorio di Osroene fu a lungo parte della provincia di Mesopotamia.
Il primo prefetto di Mesopotamia fu  Tiberius Claudius Subatianus Aquila, autodefinitosi nell'iscrizione che ne ricorda la carriera come praefectus Mesopotamiae primus.